# 대사관

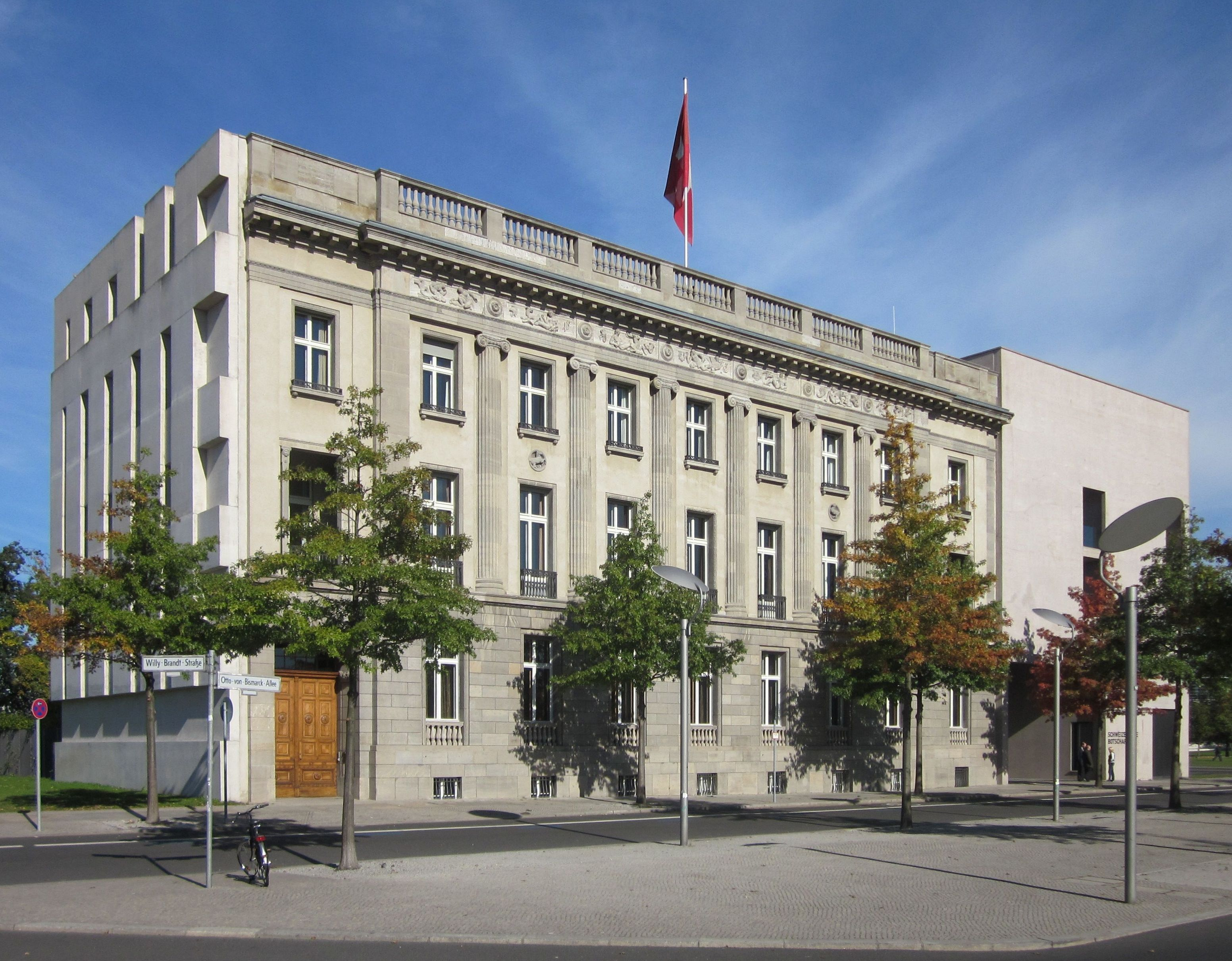

대사관(大使館, embassy)은 대사가 주재국에서 직무를 보는 기관이다. 보통 특명전권대사가 파견된 나라의 수도에 놓여 특명전권대사의 국가를 대표하면서 파견국에서의 외교 활동의 거점이 된다. 그뿐 아니라 사증과 증명서를 발급하고 자국민을 보호하며 문화 교류 활동, 타국 정보 수집 활동, 국제 회의와 교섭 준비 등의 업무를 실시한다.
영구적 외교 임무는 전형적으로 대사관 것으로 알려져 있으며 임무 책임자는 대사 또는 고등 판무관으로 알려져 있다. 외교 공관의 구성원은 대사관 건물 내부 또는 외부에 거주 할 수 있으며 사적인 거주지는 불가침 및 보호와 관련하여 임무 전제와 동일한 권리를 누리게 된다.
대사관을 세우려면 설치하려는 국가의 승인이 필요하고, 대사관은 설치한 국가의 영토로 본다.

## 같이 보기
- 외교 공관
- 영사관